# Seria GP2 – Valencia 2012
Runda GP2 na torze Valencia Street Circuit – szósta runda mistrzostw serii GP2 w sezonie 2012.

## Wyniki

### Sesja treningowa
| Nr | Kierowca        | Konstruktor          | Czas     | Okr. |
| -- | --------------- | -------------------- | -------- | ---- |
| 7  | Marcus Ericsson | iSport International | 1:48,088 | 12   |

### Kwalifikacje
Źródło: Wyprzedź Mnie!
| Poz. | Nr | Kierowca            | Konstruktor             | Czas     | Poz. s. |
| ---- | -- | ------------------- | ----------------------- | -------- | ------- |
| 1    | 9  | James Calado        | Lotus GP                | 1:47,342 | 1       |
| 2    | 4  | Felipe Nasr         | DAMS                    | 1:47,349 | 2       |
| 3    | 10 | Esteban Gutiérrez   | Lotus GP                | 1:47,444 | 5       |
| 4    | 3  | Davide Valsecchi    | DAMS                    | 1:21,912 | 6       |
| 5    | 12 | Giedo van der Garde | Caterham Racing         | 1:47,543 | 3       |
| 6    | 26 | Max Chilton         | Carlin                  | 1:47,674 | 4       |
| 7    | 5  | Fabio Leimer        | Racing Engineering      | 1:47,779 | 7       |
| 8    | 8  | Jolyon Palmer       | iSport International    | 1:47,801 | 8       |
| 9    | 7  | Marcus Ericsson     | iSport International    | 1:47,972 | 9       |
| 10   | 27 | Rio Haryanto        | Carlin                  | 1:47,996 | 10      |
| 11   | 23 | Luiz Razia          | Arden International     | 1:48,155 | 11      |
| 12   | 20 | Tom Dillmann        | Rapax                   | 1:48,176 | 12      |
| 13   | 14 | Stefano Coletti     | Scuderia Coloni         | 1:48,222 | 13      |
| 14   | 16 | Stéphane Richelmi   | Trident Racing          | 1:48,288 | 14      |
| 15   | 1  | Johnny Cecotto Jr.  | Barwa Addax             | 1:48,390 | 17      |
| 16   | 6  | Nathanaël Berthon   | Racing Engineering      | 1:48,518 | 15      |
| 17   | 22 | Simon Trummer       | Arden International     | 1:48,565 | 18      |
| 18   | 15 | Fabio Onidi         | Scuderia Coloni         | 1:48,578 | 16      |
| 19   | 2  | Josef Král          | Barwa Addax             | 1:48,626 | 19      |
| 20   | 17 | Julián Leal         | Trident Racing          | 1:48,641 | 20      |
| 21   | 18 | Fabrizio Crestani   | Venezuela GP Lazarus    | 1:48,846 | 21      |
| 22   | 11 | Rodolfo González    | Caterham Racing         | 1:48,936 | 22      |
| 23   | 25 | Nigel Melker        | Ocean Racing Technology | 1:49,021 | 23      |
| 24   | 24 | Victor Guerin       | Ocean Racing Technology | 1:49,335 | 24      |
| 25   | 21 | Daniël de Jong      | Rapax                   | 1:49,900 | 25      |
|      | 19 | Giancarlo Serenelli | Venezuela GP Lazarus    | -        | 26      |
| Poz. | Nr | Kierowca            | Konstruktor             | Czas     | Poz. s. |

### Główny wyścig

#### Wyścig
Źródło: Wyprzedź Mnie!
| P                 | + / –     | Nr | Kierowca            | Konstruktor             | Okr. | Czas / Strata | Komentarz            |
| ----------------- | --------- | -- | ------------------- | ----------------------- | ---- | ------------- | -------------------- |
| 1                 | 4         | 10 | Esteban Gutiérrez   | Lotus GP                | 28   | 60:31,895     |                      |
| 2                 | 7         | 7  | Marcus Ericsson     | iSport International    | 28   | +0:01,615     |                      |
| 3                 | 8         | 23 | Luiz Razia          | Arden International     | 28   | +0:06,064     |                      |
| 4                 | 3         | 5  | Fabio Leimer        | Racing Engineering      | 28   | +0:06,408     |                      |
| 5                 | 5         | 27 | Rio Haryanto        | Carlin                  | 28   | +0:06,928     |                      |
| 6                 | 9         | 6  | Nathanaël Berthon   | Racing Engineering      | 28   | +0:07,605     |                      |
| 7                 | 3         | 26 | Max Chilton         | Carlin                  | 28   | +0:08,384     |                      |
| 8                 | 7         | 9  | James Calado        | Lotus GP                | 28   | +0:11,099     |                      |
| 9                 | 4         | 14 | Stefano Coletti     | Scuderia Coloni         | 28   | +0:15,404     |                      |
| 10                | 8         | 22 | Simon Trummer       | Arden International     | 28   | +0:15,782     |                      |
| 11                | 8         | 12 | Giedo van der Garde | Caterham Racing         | 28   | +0:15,962     |                      |
| 12                | 8         | 17 | Julián Leal         | Trident Racing          | 28   | +0:16,869     |                      |
| 13                | 3         | 15 | Fabio Onidi         | Scuderia Coloni         | 28   | +0:17,715     |                      |
| 14                | Bez zmian | 16 | Stéphane Richelmi   | Trident Racing          | 28   | +0:18,338     |                      |
| 15                | 7         | 11 | Rodolfo González    | Caterham Racing         | 28   | +0:22,983     |                      |
| 16                | 9         | 21 | Daniël de Jong      | Rapax                   | 28   | +0:23,456     |                      |
| 17                | 7         | 24 | Victor Guerin       | Ocean Racing Technology | 27   | +1 okr.       | [ 4 ]                |
| 18                | 12        | 3  | Davide Valsecchi    | DAMS                    | 28   | +0:30,573     | [ 5 ]                |
| Niesklasyfikowani |           |    |                     |                         |      |               |                      |
|                   |           | 19 | Giancarlo Serenelli | Venezuela GP Lazarus    | 21   |               | wypadek              |
|                   |           | 4  | Felipe Nasr         | DAMS                    | 18   |               | awaria               |
|                   |           | 8  | Jolyon Palmer       | iSport International    | 17   |               | kolizja z Crestanim  |
|                   |           | 18 | Fabrizio Crestani   | Venezuela GP Lazarus    | 17   |               | wypadek              |
|                   |           | 20 | Tom Dillmann        | Rapax                   | 11   |               | kolizja z Gonzalezem |
|                   |           | 25 | Nigel Melker        | Ocean Racing Technology | 1    |               | wypadek              |
| Zdyskwalifikowani |           |    |                     |                         |      |               |                      |
|                   |           | 1  | Johnny Cecotto Jr.  | Barwa Addax             | 28   | +0:39,627     | [ 6 ] [ 7 ]          |
|                   |           | 2  | Josef Král          | Barwa Addax             | 28   | +0:19,580     | [ 7 ]                |
| P                 | + / –     | Nr | Kierowca            | Konstruktor             | Okr. | Czas / Strata | Komentarz            |

#### Najszybsze okrążenie
| Nr | Kierowca          | Konstruktor | Czas     | Okr. |
| -- | ----------------- | ----------- | -------- | ---- |
| 10 | Esteban Gutiérrez | Lotus GP    | 1:47,342 | 28   |

#### Prowadzenie w wyścigu
| Nr                              | Kierowca          | Okrążenia | Suma |
| ------------------------------- | ----------------- | --------- | ---- |
| 9                               | James Calado      | 1-22      | 21   |
| 10                              | Esteban Gutiérrez | 22-28     | 7    |
| \| Wykres \| \| ------ \| \| \| |                   |           |      |
| Wykres                          |                   |           |      |
|                                 |                   |           |      |

### Sprint

#### Wyścig
Źródło: Wyprzedź Mnie!
| P                 | + / – | Nr | Kierowca            | Konstruktor             | Okr. | Czas / Strata | Komentarz                                      |
| ----------------- | ----- | -- | ------------------- | ----------------------- | ---- | ------------- | ---------------------------------------------- |
| 1                 | 5     | 23 | Luiz Razia          | Arden International     | 23   | 46:07,255     |                                                |
| 2                 | 1     | 9  | James Calado        | Lotus GP                | 23   | +0:01,179     |                                                |
| 3                 | 2     | 5  | Fabio Leimer        | Racing Engineering      | 23   | +0:01,587     |                                                |
| 4                 | 2     | 26 | Max Chilton         | Carlin                  | 23   | +0:02,425     |                                                |
| 5                 | 2     | 6  | Nathanaël Berthon   | Racing Engineering      | 23   | +0:02,957     |                                                |
| 6                 | 5     | 12 | Giedo van der Garde | Caterham Racing         | 23   | +0:04,969     |                                                |
| 7                 | 3     | 22 | Simon Trummer       | Arden International     | 23   | +0:08,415     |                                                |
| 8                 | 4     | 17 | Julián Leal         | Trident Racing          | 23   | +0:09,501     |                                                |
| 9                 | 6     | 21 | Daniël de Jong      | Rapax                   | 23   | +0:13,591     |                                                |
| 10                | 7     | 3  | Davide Valsecchi    | DAMS                    | 23   | +0:17,564     |                                                |
| 11                | 7     | 2  | Josef Král          | Barwa Addax             | 23   | +0:21,005     |                                                |
| 12                | 11    | 20 | Tom Dillmann        | Rapax                   | 23   | +0:34,565     |                                                |
| 13                | 11    | 25 | Nigel Melker        | Ocean Racing Technology | 23   | +0:46,929     |                                                |
| 14                | 7     | 4  | Felipe Nasr         | DAMS                    | 23   | +0:50,083     |                                                |
| 15                | 10    | 11 | Rodolfo González    | Caterham Racing         | 23   | +0:51,366     | [ 9 ] [ 10 ]                                   |
| 16                | 4     | 19 | Giancarlo Serenelli | Venezuela GP Lazarus    | 23   | +0:57,490     |                                                |
| 17                | 4     | 15 | Fabio Onidi         | Scuderia Coloni         | 23   | +1:03,342     |                                                |
| 18                | 2     | 24 | Victor Guerin       | Ocean Racing Technology | 23   | +1:03,439     |                                                |
| Niesklasyfikowani |       |    |                     |                         |      |               |                                                |
|                   |       | 27 | Rio Haryanto        | Carlin                  | 19   |               | kolizja z Calado                               |
|                   |       | 16 | Stéphane Richelmi   | Trident Racing          | 5    |               | wypadek                                        |
|                   |       | 8  | Jolyon Palmer       | iSport International    | 3    |               | kolizja z Ceccoto                              |
|                   |       | 1  | Johnny Cecotto Jr.  | Barwa Addax             | 3    |               | kolizja z Palmerem                             |
|                   |       | 14 | Stefano Coletti     | Scuderia Coloni         | 0    |               | kolizja z Valsecchim, Gutierrezem i Ericssonem |
|                   |       | 7  | Marcus Ericsson     | iSport International    | 0    |               | kolizja z Valsecchim, Gutierrezem i Coletti    |
|                   |       | 18 | Fabrizio Crestani   | Venezuela GP Lazarus    | 0    |               | awaria                                         |
|                   |       | 10 | Esteban Gutiérrez   | Lotus GP                | 0    |               | kolizja z Valsecchim, Ericssonem i Coletti     |
| P                 | + / – | Nr | Kierowca            | Konstruktor             | Okr. | Czas / Strata | Komentarz                                      |

#### Najszybsze okrążenie
| Nr | Kierowca    | Konstruktor | Czas     | Okr. |
| -- | ----------- | ----------- | -------- | ---- |
| 4  | Felipe Nasr | DAMS        | 1:50,556 | 18   |

#### Premia za najszybsze okrążenie w TOP 10
| Nr | Kierowca     | Konstruktor        | Czas     | Okr. |
| -- | ------------ | ------------------ | -------- | ---- |
| 5  | Fabio Leimer | Racing Engineering | 1:51,187 | 13   |

#### Prowadzenie w wyścigu
| Nr                              | Kierowca     | Okrążenia   | Suma |
| ------------------------------- | ------------ | ----------- | ---- |
| 9                               | James Calado | 1-13, 14-22 | 20   |
| 27                              | Rio Haryanto | 13-14       | 1    |
| 23                              | Luiz Razia   | 22-23       | 1    |
| \| Wykres \| \| ------ \| \| \| |              |             |      |
| Wykres                          |              |             |      |
|                                 |              |             |      |

## Lista startowa
Z powodów zdrowotnych Ricardo Teixeira z zespołu Rapax został zastąpiony przez Holendra Daniëla de Jonga. Przy czym de Jong zajął miejsce w bolidzie Dillmanna, a Dillmann w bolidzie Teixery.
| Team                    | Nr | Kierowca            |
| ----------------------- | -- | ------------------- |
| Barwa Addax             | 1  | Johnny Cecotto Jr.  |
| Barwa Addax             | 2  | Josef Král          |
| DAMS                    | 3  | Davide Valsecchi    |
| DAMS                    | 4  | Felipe Nasr         |
| Racing Engineering      | 5  | Fabio Leimer        |
| Racing Engineering      | 6  | Nathanaël Berthon   |
| iSport International    | 7  | Marcus Ericsson     |
| iSport International    | 8  | Jolyon Palmer       |
| Lotus GP                | 9  | James Calado        |
| Lotus GP                | 10 | Esteban Gutiérrez   |
| Caterham Racing         | 11 | Rodolfo González    |
| Caterham Racing         | 12 | Giedo van der Garde |
| Scuderia Coloni         | 14 | Stefano Coletti     |
| Scuderia Coloni         | 15 | Fabio Onidi         |
| Trident Racing          | 16 | Stéphane Richelmi   |
| Trident Racing          | 17 | Julián Leal         |
| Venezuela GP Lazarus    | 18 | Fabrizio Crestani   |
| Venezuela GP Lazarus    | 19 | Giancarlo Serenelli |
| Rapax                   | 20 | Tom Dillmann        |
| Rapax                   | 21 | Daniël de Jong      |
| Arden International     | 22 | Simon Trummer       |
| Arden International     | 23 | Luiz Razia          |
| Ocean Racing Technology | 24 | Victor Guerin       |
| Ocean Racing Technology | 25 | Nigel Melker        |
| Carlin                  | 26 | Max Chilton         |
| Carlin                  | 27 | Rio Haryanto        |

## Klasyfikacja po zakończeniu rundy

### Kierowcy
| P  | +/− | Kierowca            | Starty | Punkty | P1 | P2 | P3 | PP | NO | NS |
| -- | --- | ------------------- | ------ | ------ | -- | -- | -- | -- | -- | -- |
| 1  | 0   | Davide Valsecchi    | 12     | 141    | 3  | 1  | 2  | 2  | 2  | 2  |
| 2  | 0   | Luiz Razia          | 12     | 140    | 3  | 2  | 1  | -  | 3  | -  |
| 3  | +2  | James Calado        | 12     | 95     | 1  | 2  | 1  | 1  | 1  | 1  |
| 4  | 0   | Max Chilton         | 12     | 93     | -  | 1  | 1  | -  | -  | -  |
| 5  | −2  | Giedo van der Garde | 12     | 89     | 1  | -  | 3  | 1  | 1  | -  |
| 6  | 0   | Esteban Gutiérrez   | 12     | 87     | 1  | 2  | 1  | -  | 2  | 1  |
| 7  | 0   | Fabio Leimer        | 12     | 64     | -  | 1  | 1  | -  | 1  | 1  |
| 8  | 0   | Marcus Ericsson     | 12     | 52     | -  | 2  | -  | -  | -  | 2  |
| 9  | +5  | Nathanaël Berthon   | 12     | 41     | -  | 1  | -  | -  | -  | 1  |
| 10 | −1  | Johnny Cecotto Jr.  | 12     | 31     | 1  | -  | -  | 1  | -  | 6  |
| 11 | −1  | Stefano Coletti     | 12     | 31     | -  | -  | 1  | -  | 1  | 3  |
| 12 | −1  | Felipe Nasr         | 12     | 28     | -  | -  | 1  | -  | -  | 3  |
| 13 | −1  | Jolyon Palmer       | 10     | 27     | 1  | -  | -  | -  | -  | 2  |
| 14 | −1  | Tom Dillmann        | 12     | 27     | 1  | -  | -  | -  | -  | 2  |
| 15 | 0   | Rio Haryanto        | 12     | 26     | -  | -  | -  | -  | 1  | 1  |
| 16 | 0   | Fabio Onidi         | 12     | 12     | -  | -  | -  | -  | -  | 2  |
| 17 | 0   | Rodolfo González    | 12     | 6      | -  | -  | -  | -  | -  | 1  |
| 18 | +1  | Simon Trummer       | 12     | 4      | -  | -  | -  | -  | -  | -  |
| 19 | −1  | Stéphane Richelmi   | 12     | 4      | -  | -  | -  | -  | -  | 3  |
| 20 | +5  | Julián Leal         | 12     | 1      | -  | -  | -  | -  | -  | 1  |
| 21 | −1  | Fabrizio Crestani   | 12     | 1      | -  | -  | -  | -  | -  | 4  |
| 22 | −1  | Brendon Hartley     | 4      | 1      | -  | -  | -  | -  | -  | 1  |
| 23 | −1  | Josef Král          | 8      | 0      | -  | -  | -  | -  | -  | 2  |
| 24 | N   | Daniël de Jong      | 2      | 0      | -  | -  | -  | -  | -  | -  |
| 25 | −2  | Nigel Melker        | 12     | 0      | -  | -  | -  | -  | -  | 2  |
| 26 | −2  | Dani Clos           | 6      | 0      | -  | -  | -  | -  | -  | 2  |
| 27 | −1  | Ricardo Teixeira    | 10     | 0      | -  | -  | -  | -  | -  | 2  |
| 28 | −1  | Victor Guerin       | 6      | 0      | -  | -  | -  | -  | -  | 1  |
| 29 | 0   | Giancarlo Serenelli | 12     | 0      | -  | -  | -  | -  | -  | 3  |
| 30 | −2  | Jon Lancaster       | 2      | 0      | -  | -  | -  | -  | -  | 1  |
| P  | +/− | Kierowca            | Starty | Punkty | P1 | P2 | P3 | PP | NO | NS |

### Konstruktorzy
| P  | +/− | Konstruktor             | Starty | Punkty | P1 | P2 | P3 | PP | NO | NS |
| -- | --- | ----------------------- | ------ | ------ | -- | -- | -- | -- | -- | -- |
| 1  | +1  | Lotus GP                | 24     | 182    | 2  | 4  | 2  | 2  | 2  | 2  |
| 2  | −1  | DAMS                    | 24     | 171    | 3  | 1  | 3  | 2  | 3  | 4  |
| 3  | 0   | Arden International     | 24     | 144    | 3  | 2  | 1  | -  | 3  | -  |
| 4  | 0   | Carlin                  | 24     | 119    | -  | 1  | 1  | -  | 1  | 1  |
| 5  | +1  | Racing Engineering      | 24     | 105    | -  | 2  | 1  | -  | 1  | 2  |
| 6  | −1  | Caterham Racing         | 24     | 95     | 1  | -  | 3  | 1  | 1  | 2  |
| 7  | 0   | iSport International    | 22     | 79     | 1  | 2  | -  | -  | -  | 4  |
| 8  | 0   | Scuderia Coloni         | 24     | 43     | -  | -  | 1  | -  | 1  | 5  |
| 9  | 0   | Barwa Addax             | 24     | 31     | 1  | -  | -  | 1  | -  | 10 |
| 10 | 0   | Rapax                   | 24     | 27     | 1  | -  | -  | -  | -  | 4  |
| 11 | 0   | Trident Racing          | 24     | 5      | -  | -  | -  | -  | -  | 4  |
| 12 | 0   | Venezuela GP Lazarus    | 24     | 1      | -  | -  | -  | -  | -  | 7  |
| 13 | 0   | Ocean Racing Technology | 24     | 1      | -  | -  | -  | -  | -  | 5  |
| P  | +/− | Konstruktor             | Starty | Punkty | P1 | P2 | P3 | PP | NO | NS |